# Sfatul bătrânilor din Baia Mare

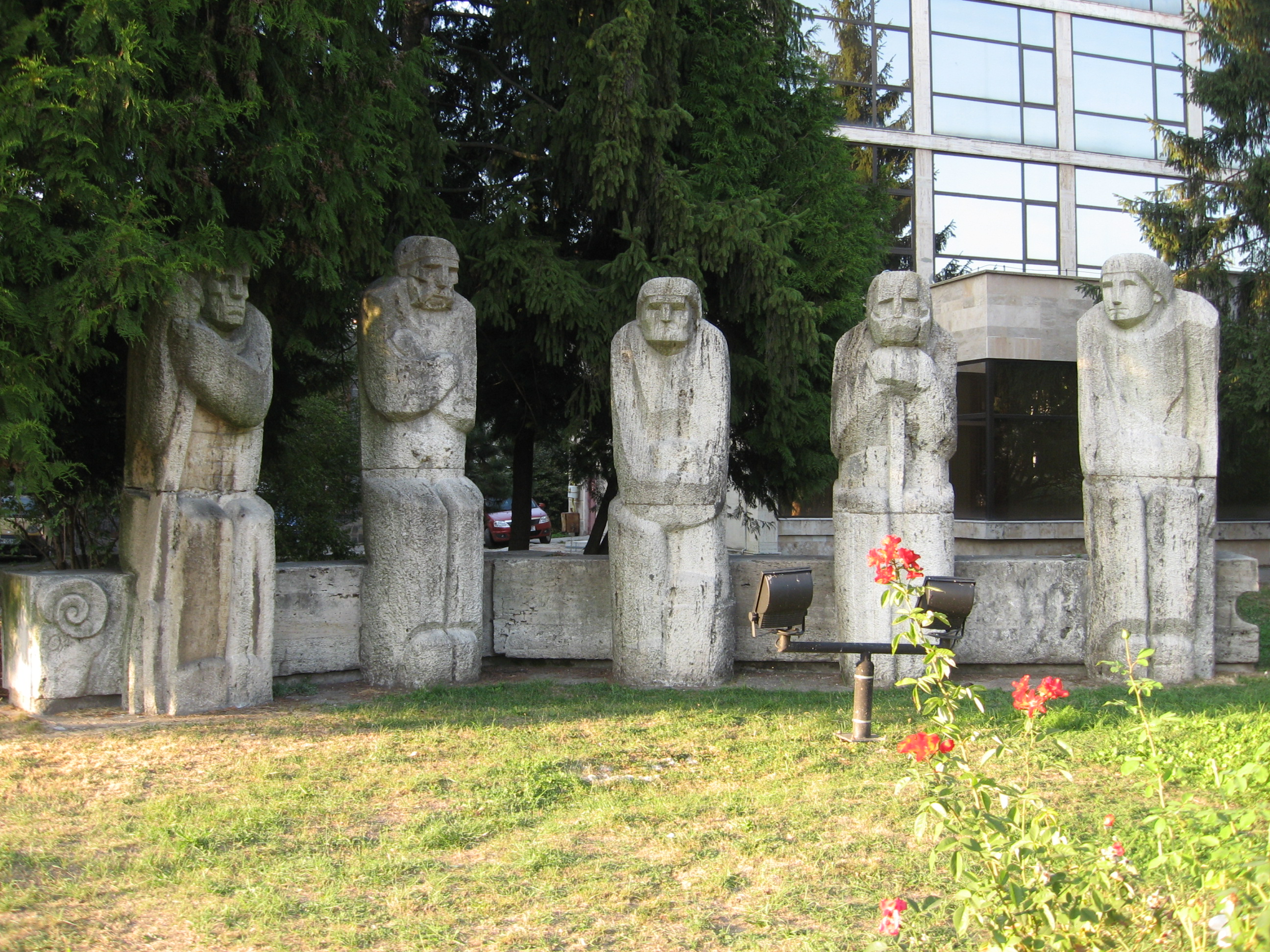
Grupul Statuar "Sfatul Bătrânilor"

Sfatul bătrânilor este un grup statuar alcătuit din cinci personaje, operă a artistului Gheza Vida. Prima versiune a lucrării a fost realizată în lemn (în 1972) și se află în prezent în colecția Centrului Artistic Baia Mare (Muzeul de Artă). Replica din piatră, datată 1973, este amplasată în fața Palatului Administrativ din Baia Mare, fiind clasată ca monument istoric (cod LMI MM-III-m-A-04806). 
Societatea tradițională maramureșeană se remarcă prin conservarea unor forme de organizare socială arhaice, specifice unei perioade istorice premedievale, în care factorul de decizie, legiuitorul, este alcătuit dintr-un sobor al bărbaților nobili și al bărbaților înțelepți. Voievodul satului nu a avut niciodată puteri absolute și exclusive, socotindu-se că deciziile lui pot apăra interesele personale sau de grup. Astfel, puterea era distribuită unui așa numit consiliu, care opera doar în virtutea unei legi (nescrise) a pământului, de interes obștesc. Șansa comunității pentru a subzista din punct de vedere economic, pentru a-și perpetua datinile și tradițiile, pentru a-și conserva limba și portul era să apere interesele tuturor membrilor colectivității, dar și să sancționeze orice încălcare a legii strămoșești. 
Dintr-o retrospectivă istorică, rezultă că „ceata oamenilor bătrâni și buni (denumiți de latini homines veteres et bini), a condus întâi comunitățile gentilico-tribale și apoi cele etnice, de tipul obștilor sătești, și au creat credințe, datini și tradiții de conduită etico-juridică și magico-mitologică” (R. Vulcănescu, 1987). 
În viziunea cercetătorilor, organizarea social-istorică avea forma unei piramide, în straturi suprapuse și era alcătuită din: opinia sătească, ceata feciorilor, ceata oamenilor vrednici și ceata de bătrâni (din care erau aleși căpeteniile satului). Sub raport tehnic, se practica judecata la hotarele moșiei și judecata în pridvorul bisericii sau în bătătura satului. 
Referitor la actul de judecată, se presupune următorul scenariu: „Completul de judecată trebuia să se constituie la locul consacrat înainte de răsăritul soarelui, să înceapă activitatea chiar la răsăritul soarelui printr-o rugăciune către soare și să-și încheie activitatea la asfințitul soarelui, cu pronunțarea sentinței și a rugăciunii de mulțumire către soare, cum că s-a făcut totul ca să nu se judece cu părtinire, ci să se dea dreptate după datina străbună” (R. Vulcănescu, 1970). 
În Maramureș, toate aceste elemente de etnologie juridică s-au conservat până târziu, în perioada post-feudală, destrămându-se abia după prefigurarea relațiilor sociale de tip capitalist. Dar au rămas adânc înrădăcinate în conștiința locuitorilor, unele reminiscențe persistând, sub diverse forme, până prin secolul al XX-lea. 
Acestea sunt elementele simbolistice ale „istoriei” complexului statuar Sfatul Bătrânilor. Dar paleta este mult mai largă, dacă analizăm perspectiva meditativă a personajelor, prin conotații discrete cu celebra statuetă supranumită Gânditorul de la Hamangia, datată în secolul VI î.Hr. (neoliticul mijlociu), sau cu Gânditorul (1880) lui Auguste Rodin. 
Despre „bătrânii” lui Vida Gheza, gravi și robuști, critica de specialitate a consemnat: „În limbajul sculpturii, toate se exprimă prin calmul obiectiv și mut al formei, care ne poartă adeseori spre zările spațiilor libere de teorii și interpretări, la marginea cărora se află imperturbabilul Sfinx. Ca și acesta, bătrânii lui Vida fac punte între viață și moarte. Cu înfățișarea lor exterioară dezolantă, acești oameni colțuroși sunt totuși blânzi ca o adiere, iar elocvența lor misterioasă e rostită muzical. Poate în imperiul bătrâneții lor n-au mai rămas nici măcar amintirile, ci numai realitatea unor statui de lemn și cadrul devenit abstract al unei generații victorioase. Istoria acesteia, ca istoria oricărei generații de altfel, nu prea oferă imagini voioase, mai ales când mișcarea societății s-a săvârșit prin faptele ei. Sfatul bătrânilor are forță. Datorită puterii artei”.